# Книжное обозрение
«Кни́жное обозре́ние» — советская, затем российская газета, была основана 5 мая 1966 года как еженедельный печатный орган Государственного комитета Совета Министров СССР по делам издательств, полиграфии и книжной торговли. Тираж был установлен в 100 тысяч экз., цена 5 коп. за экземпляр. В 1973 году тираж газеты составлял около 200 тысяч экземпляров. Затем газета перешла в ведение Федерального агентства по печати и массовым коммуникациям. 
Газета считалась составителем «наиболее весомого книжного рейтинга».
До 2010 года выходило 52 выпуска газеты ежегодно, с 2011 года — 26 номеров в год.
Учредитель премий «Человек книги», «Бестселлеры года» и антипремии «Абзац».

## Постоянные рубрики
- Проблемы отрасли
- Рейтинг «КО»
- Клуб прозы
- Клуб поэзии
- Клуб фантастики
- Клуб детектива
- Линия слова.

Почти в каждом номере публикуется список обязательных сигнальных экземпляров книг, поступивших в Федеральное агентство по делам печати и массовым коммуникациям.

## Приложение PRO
Профессиональное приложение «PRO» — шестнадцатистраничное приложение к основному номеру газеты «Книжное обозрение», выходящее два раза в месяц и распространяемое только по подписке, содержит новости книгораспространения и книготорговли, тематические рейтинги продаж, список сигнальных экземпляров, аналитические материалы и обзорные статьи о ведущих игроках книжного мира и книжного сообщества в целом. Основным направлением «PRO» стала аналитика книжного рынка.

## Главные редакторы
- Алексей Овсянников — c 1965 года
- Евгений Аверин — c 1986 по 1998 год
- Станислав Яценко — с 1998 по 2000 год
- Александр Гаврилов — с 2000 по 2010 год
- Александр Набоков — с марта 2010 по настоящее время[9].